# Кубок Америки по футболу 2011
Кубок Америки по футболу 2011 стал 43-м розыгрышем самого важного футбольного события Латинской Америки — Кубка Америки.
Турнир проводился под эгидой КОНМЕБОЛ в Аргентине с 1 по 24 июля 2011 года. Чемпионом соревнования стала сборная Уругвая, обыгравшая сборную Парагвая со счётом 3:0. Прошлый победитель сборная Бразилии выбыла на стадии 1/4 финала. Уругвай, как чемпион Южной Америки, получил право участвовать в Кубке конфедераций 2013, который прошёл в Бразилии.
«Селесте» стали обладателями Кубка Америки рекордный 15-й раз, также они ни разу не проиграли на турнире. Гуарани дошли до финала без единственной победы в основное и дополнительное время, что стало первым случаем на турнире за всё его существование. Также на этом турнире впервые ни одна из приглашённых сборных не вышла из группы.

## Стадионы
Соревнования прошли на восьми стадионах, пять арен рассчитано как минимум на 40 тысяч зрителей, остальные три — на 20 тысяч. Крупнейшим является Монументаль в Буэнос-Айресе вместимостью 57 921 мест, на котором прошёл финальный матч чемпионата. Матч открытия состоялся на стадионе Сьюдад де Ла-Плата, на нём же прошли полуфинал и матч за 3-е место.
|                      |                          |                       |                                 |
| Монументаль          | Сьюдад де Ла-Плата       | Марио Альберто Кемпес | Стадион 23 августа              |
| 57 921               | 53 000                   | 57 000                | 23 000                          |
| Буэнос-Айрес         | Ла-Плата                 | Кордова               | Сан-Сальвадор-де-Жужуй          |
|                      |                          |                       |                                 |
| Мальвинас Архентинас | Падре Эрнесто Мартеарена | Бисентенарио          | Стадион имени Эстанислао Лопеса |
| 40 268               | 20 408                   | 25 000                | 47 000                          |
| Мендоса              | Сальта                   | Сан-Хуан              | Санта-Фе                        |

## Участники
Изначально для участия в турнире к десяти сборным КОНМЕБОЛ были приглашены Мексика и Япония. В соответствии с предписанием ФИФА, согласно которому национальные команды не могут выступать в турнирах, организованных чужой конфедерацией, участие обеих стран в Кубке Америки 2011 было под вопросом. Тем не менее, 31 марта 2010 года КОНКАКАФ дала разрешение на участие в турнире олимпийской сборной Мексики, составленной из игроков не старше 23 лет (с возможностью приглашения не более 5 игроков старше 23 лет).
Участие сборной Японии в турнире встало под вопрос после сильнейшего землетрясеня и цунами, однако 16 марта 2011 года японская футбольная ассоциация подтвердила участие своей команды. Но спустя 18 дней японцы отозвали своё решение, ссылаясь на накладку календаря Джей-лиги. После встречи с руководством ассоциации футбола Аргентины японская ассоциация решила повременить с окончательным решением до 15 апреля. За день до этой даты было объявлено, что сборная Япония будет участвовать в турнире составом, составленным из игроков, выступающих в европейских клубах. 16 мая Япония опять заявила о своём снятии с соревнования в связи с трудностями, возникшими из-за нежелания европейских клубов отпускать своих игроков. На следующий день конфедерация южноамериканского футбола послала официальное приглашение Федерации футбола Коста-Рики для участия её команды в Кубке Америки 2011 года. В тот же день приглашение было принято. В итоге олимпийские сборные Коста-Рики и Мексики приняли участие в турнире. Его жеребьёвка прошла 11 ноября 2010 года в аргентинском театре Ла-Плата в одноимённом городе.
- Аргентина (хозяева чемпионата)
- Боливия
- Бразилия (действующий чемпион)
- Венесуэла
- Колумбия
- Парагвай
- Перу
- Уругвай
- Чили
- Эквадор
- Мексика (приглашенный участник)
- Коста-Рика (приглашенный участник, заменил Японию)

## Составы команд
Каждая команда представила заявочный лист из 23 игроков (среди них 3 вратаря) за 5 дней до своей первой игры.

## Судьи
КОНМЕБОЛ представил список судей 6 июня 2011 года. В список вошли 12 судей и их 12 помощников по двое от каждой страны-участницы, из них никто не судил матчей на чемпионате мира 2010 года. Кроме того, два аргентинских арбитра, Эрнан Майдана и Диего Бонфа, были взяты на турнир в качестве запасных судей, если какой-либо рефери не сможет участвовать в матче.
За 10 дней до начала Кубка Америки парагвайский судья Карлос Торрес не смог восстановиться в срок от травмы правого колена и был заменен своим соотечественником Карлосом Амарильей.
| Страна     | Судья            | Ассистенты               |
| ---------- | ---------------- | ------------------------ |
| Аргентина  | Серхио Пессотта  | Рикардо Касас            |
| Аргентина  | Серхио Пессотта  | Диего Бонфа (запасной)   |
| Аргентина  | Серхио Пессотта  | Эрнан Майдана (запасной) |
| Боливия    | Рауль Ороско     | Эфраин Кастро            |
| Бразилия   | Салвиу Фагундес  | Марсиу Сантиагу          |
| Венесуэла  | Хуан Сото        | Луис Санчес              |
| Колумбия   | Вильмар Рольдан  | Умберто Клавихо          |
| Коста-Рика | Вальтер Кесада   | Леонель Леаль            |
| Мексика    | Франсиско Чакон  | Марвин Торрентера        |
| Парагвай   | Карлос Амарилья  | Николас Егрос            |
| Перу       | Виктор Ривера    | Луис Абадье              |
| Уругвай    | Роберто Сильвера | Мигель Ньевас            |
| Чили       | Энрике Оссес     | Франсиско Мондрия        |
| Эквадор    | Карлос Вера      | Луис Альварадо           |

## Турнир

### Групповой турнир

#### Группа A
| М | Команда    | И | В | Н | П | Мячи  | ±  | О |
| - | ---------- | - | - | - | - | ----- | -- | - |
| 1 | Колумбия   | 3 | 2 | 1 | 0 | 3 − 0 | +3 | 7 |
| 2 | Аргентина  | 3 | 1 | 2 | 0 | 4 − 1 | +3 | 5 |
| 3 | Коста-Рика | 3 | 1 | 0 | 2 | 2 − 4 | −2 | 3 |
| 4 | Боливия    | 3 | 0 | 1 | 2 | 1 − 5 | −4 | 1 |

И — игры, В — выигрыши, Н — ничьи, П — проигрыши, Мячи — забитые и пропущенные голы, ± — разница голов, О — очки

| 1 июля 2011, 21:45 UTC-3 | \| Аргентина \| 1:1 (0:0) Протокол \| Боливия \| \| Агуэро 75′ \| Голы \| Рохас Эрмоса 47′ \| | Сьюдад де Ла-Плата, Ла-Плата Зрителей: 52700 Судья: Роберто Сильвера |
| · Аргентина: 23. Ромеро, 8. Санетти, 4. Бурдиссо, 6. Г. Милито, 17. Рохо, 19. Банега, 14. Маскерано (к), 5. Камбьяссо (7. Ди Мария, 45'), 21. Лавесси (16. Агуэро, 70'), 10. Месси, 11. Тевес; · Гл. тренер: Серхио Батиста · Боливия: 1. Ариас, 16. Ральдес (к), 5. Риверо, 4. Альварес, 3. Гутьеррес, 15. Роблес, 6. Флорес, 21. Кампос (17. Арсе, 80'), 10. Х. Вака (19. Чавес, 63'), 7. Рохас Эрмоса (22. Кардосо, 89'), 9. Морено Мартинс; · Гл. тренер: Густаво Кинтерос · — Флорес (Б) 34', Тевес (А) 37', Гутьеррес (Б) 38', Лавесси (А) 54', Чавес (Б) 75', Риверо (Б) 87' |                                                                                               |                                                                      |
| Аргентина | 1:1 (0:0) Протокол                                                                            | Боливия                                                              |
| Агуэро 75′ | Голы                                                                                          | Рохас Эрмоса 47′                                                     |

| 2 июля 2011, 15:30 UTC-3 | \| Колумбия \| 1:0 (1:0) Протокол \| Коста-Рика \| \| Рамос 44′ \| Голы \| \| | Стадион 23 Августа, Сан-Сальвадор-де-Жужуй Зрителей: 23000 Судья: Энрике Оссес |
| · Колумбия: 12. Э. Мартинес, 18. Суньига, 3. Йепес (к), 14. Переа, 7. Армеро, 4. Боливар, 13. Гуарин, 8. Агилар (11. Родальега, 33'), 17. Морено (19. Гутьеррес, 69'), 20. Рамос, 9. Фалькао (16. Сото, 77'); · Гл. тренер: Эрнан Дарио Гомес · Коста-Рика: 18. Морейра, 19. Дуарте, 3. Акоста, 2. Кальво, 4. Сальватьерра, 20. Леаль, 8. Гусман (22. Куберо, 74'), 11. Мадригаль (17. Мартинес, 71'), 6. Мора, 10. Бренес (к), 12. Кэмпбелл (21. Элисондо, 45'); · Гл. тренер: Рикардо Лавольпе · — Мадригаль (КР) 15', Гусман (КР) 19', Кальво (КР) 23', Гуарин (К) 53', Суньига (К) 54' · — Бренес (КР) 27' |                                                                               |                                                                                |
| Колумбия | 1:0 (1:0) Протокол                                                            | Коста-Рика                                                                     |
| Рамос 44′ | Голы                                                                          |                                                                                |

| 6 июля 2011, 21:45 UTC-3 | \| Аргентина \| 0:0 (0:0) Протокол \| Колумбия \| | Стадион имени Эстанислао Лопеса, Санта-Фе Зрителей: 47000 Судья: Салвиу Фагундес |
| · Аргентина: 23. Ромеро, 3. Сабалета, 4. Бурдиссо, 6. Г. Милито, 8. Санетти, 19. Банега (9. Игуаин, 71'), 14. Маскерано (к), 5. Камбьяссо (20. Гаго, 61'), 21. Лавесси (16. Агуэро, 61'), 10. Месси, 11. Тевес; · Гл. тренер: Серхио Батиста · Колумбия: 12. Э. Мартинес, 18. Суньига, 14. Переа, 3. Йепес (к), 7. Армеро, 6. Санчес, 8. Агилар, 13. Гуарин, 20. Рамос (16. Сото, 86'), 17. Морено (22. Москера, 91'), 9. Фалькао (19. Гутьеррес, 87'); · Гл. тренер: Эрнан Дарио Гомес · — Агилар (К) 6', Гаго (А) 90', Морено (К) 91' |                                                   |                                                                                  |
| Аргентина | 0:0 (0:0) Протокол                                | Колумбия                                                                         |

| 7 июля 2011, 19:15 UTC-3 | \| Боливия \| 0:2 (0:0) Протокол \| Коста-Рика \| \| \| Голы \| Мартинес 59′ · Кэмпбелл 78′ \| | Стадион 23 Августа, Сан-Сальвадор-де-Жужуй Зрителей: 23000 Судья: Карлос Вера |
| · Боливия: 1. Ариас, 4. Альварес, 16. Ральдес (к), 5. Риверо, 3. Гутьеррес, 7. Рохас Эрмоса (11. Пенья Хименес, 67'), 15. Роблес (19. Чавес, 67'), 6. Флорес, 21. Кампос (8. Гарсия, 79'), 17. Арсе, 9. Морено Мартинс; · Гл. тренер: Густаво Кинтерос · Коста-Рика: 18. Морейра, 3. Акоста (к), 19. Дуарте, 2. Кальво, 4. Сальватьерра, 20. Леаль, 8. Гусман, 6. Мора (22. Куберо, 82'), 11. Мадригаль (7. Аллен Гевара, 45'), 12. Кэмпбелл, 17. Мартинес (21. Элисондо, 81'); · Гл. тренер: Рикардо Лавольпе · — Гусман (КР) 29', Альварес (Б) 35', Дуарте (КР) 46', Морено Мартинс (Б) 57', Риверо (Б) 65', Кампос (Б) 73', Сальватьерра (КР) 83', Гутьеррес (Б) 87' · — Риверо (Б) 70', Флорес (Б) 75' · Нереализованный пенальти: Аллен Гевара (КР) 71' |                                                                                                |                                                                               |
| Боливия | 0:2 (0:0) Протокол                                                                             | Коста-Рика                                                                    |
| | Голы                                                                                           | Мартинес 59′ · Кэмпбелл 78′                                                   |

| 10 июля 2011, 16:00 UTC-3 | \| Колумбия \| 2:0 (2:0) Протокол \| Боливия \| \| Фалькао 14′, 28′ (пен.) \| Голы \| \| | Стадион имени Эстанислао Лопеса, Санта-Фе Зрителей: 20000 Судья: Франсиско Чакон |
| · Колумбия: 12. Э. Мартинес, 7. Армеро, 3. Йепес (к), 14. Переа, 18. Суньига, 6. Санчес, 13. Гуарин (10. Куадрадо, 50'), 8. Агилар, 17. Морено (11. Родальега, 45') , 20. Рамос (16. Сото, 77'), 9. Фалькао; · Гл. тренер: Эрнан Дарио Гомес · Боливия: 1. Ариас, 16. Ральдес (к), 4. Альварес, 14. Варгас, 13. Амадор, 17. Арсе (18. Педриель, 70') , 15. Роблес, 8. Гарсия, 21. Кампос, 7. Рохас Эрмоса (10. Х. Вака, 45'), 9. Морено Мартинс (11. Пенья Хименес, 60'); · Гл. тренер: Густаво Кинтерос · — Кампос (Б) 33' |                                                                                          |                                                                                  |
| Колумбия | 2:0 (2:0) Протокол                                                                       | Боливия                                                                          |
| Фалькао 14′, 28′ (пен.) | Голы                                                                                     |                                                                                  |

| 11 июля 2011, 21:45 UTC-3 | \| Аргентина \| 3:0 (1:0) Протокол \| Коста-Рика \| \| Агуэро 45+1′, 52′ · Ди Мария 63′ \| Голы \| \| | Марио Альберто Кемпес, Кордова Зрителей: 57000 Судья: Виктор Ривера |
| · Аргентина: 23. Ромеро, 3. Сабалета, 4. Бурдиссо, 6. Г. Милито, 8. Санетти, 20. Гаго, 14. Маскерано (к), 7. Ди Мария (15. Билья, 79'), 10. Месси, 16. Агуэро (21. Лавесси, 83'), 9. Игуаин (18. Пасторе, 79'); · Гл. тренер: Серхио Батиста · Коста-Рика: 18. Морейра, 3. Акоста (к), 19. Дуарте, 2. Кальво (10. Бренес, 45'), 4. Сальватьерра, 20. Леаль, 22. Куберо, 6. Мора, 21. Элисондо (5. Валье, 56'), 17. Мартинес (11. Мадригаль, 45'), 12. Кэмпбелл; · Гл. тренер: Рикардо Лавольпе · — Г. Милито (А) 21', Санетти (А) 38', Кальво (КР) 44', Дуарте (КР) 48', Билья (А) 88', Лавесси (А) 92' | |                                                                     |
| Аргентина | 3:0 (1:0) Протокол                                                                                    | Коста-Рика                                                          |
| Агуэро 45+1′, 52′ · Ди Мария 63′ | Голы                                                                                                  |                                                                     |

#### Группа B
| М | Команда   | И | В | Н | П | Мячи  | ±  | О |
| - | --------- | - | - | - | - | ----- | -- | - |
| 1 | Бразилия  | 3 | 1 | 2 | 0 | 6 − 4 | +2 | 5 |
| 2 | Венесуэла | 3 | 1 | 2 | 0 | 4 − 3 | +1 | 5 |
| 3 | Парагвай  | 3 | 0 | 3 | 0 | 5 − 5 | 0  | 3 |
| 4 | Эквадор   | 3 | 0 | 1 | 2 | 2 − 5 | −3 | 1 |

И — игры, В — выигрыши, Н — ничьи, П — проигрыши, Мячи — забитые и пропущенные голы, ± — разница голов, О — очки

| 3 июля 2011, 16:00 UTC-3 | \| Бразилия \| 0:0 (0:0) Протокол \| Венесуэла \| | Сьюдад де Ла-Плата, Ла-Плата Зрителей: 35000 Судья: Рауль Ороско |
| · Бразилия: 1. Жулио Сезар, 2. Алвес, 3. Лусио (к), 4. Тиагу Силва, 6. Андре Сантос, 5. Лукас Лейва, 8. Рамирес (16. Элано, 75'), 10. Гансо, 7. Робиньо (19. Фред, 64'), 9. Алешандре Пато (18. Лукас, 75'), 11. Неймар; · Гл. тренер: Мано Менезес · Венесуэла: 1. Вега, 16. Росалес, 4. Вискаррондо, 20. Перосо, 6. Сичеро, 11. С. Гонсалес (5. Ди Джорджи, 85'), 14. Лусена, 8. Ринкон, 18. Аранго (к), 23. Рондон (15. Морено, 63'), 7. Федор (9. Мальдонадо, 78'); · Гл. тренер: Сесар Фариас · — Тиагу Силва (Б) 37', Рондон (В) 61', С. Гонсалес (В) 63', Морено (В) 93' |                                                   |                                                                  |
| Бразилия | 0:0 (0:0) Протокол                                | Венесуэла                                                        |

| 3 июля 2011, 18:30 UTC-3 | \| Парагвай \| 0:0 (0:0) Протокол \| Эквадор \| | Стадион имени Эстанислао Лопеса, Санта-Фе Зрителей: 20000 Судья: Серхио Пессотта |
| · Парагвай: 1. Вильяр (к), 3. Пирис, 14. да Сильва, 2. Верон, 17. Торрес, 8. Э. Баррето (13. Вера, 37'), 20. Ортигоса, 16. Риверос, 21. Эстигаррибия, 9. Санта Крус (7. Себальос, 83'), 19. Барриос (18. Вальдес, 73'); · Гл. тренер: Херардо Мартино · Эквадор: 1. Элисага, 13. Реаско, 19. Араухо, 3. Эрасо, 10. Айови (к), 16. Валенсия (7. Арройо, 45'), 8. Мендес (15. Кирос, 81'), 14. Кастильо, 6. Нобоа, 11. Бенитес, 9. Кайседо; · Гл. тренер: Рейнальдо Руэда · — Пирис (П) 51', Себальос (П) 90' |                                                 |                                                                                  |
| Парагвай | 0:0 (0:0) Протокол                              | Эквадор                                                                          |

| 9 июля 2011, 16:00 UTC-3 | \| Бразилия \| 2:2 (1:0) Протокол \| Парагвай \| \| Жадсон 38′ · Фред 89′ \| Голы \| Санта Крус 54′ · Вальдес 66′ \| | Марио Альберто Кемпес, Кордова Зрителей: 57000 Судья: Вильмар Рольдан |
| · Бразилия: 1. Жулио Сезар, 2. Алвес, 3. Лусио (к), 6. Андре Сантос, 4. Тиагу Силва, 5. Лукас Лейва, 8. Рамирес (18. Лукас, 71'), 10. Гансо, 20. Жадсон (16. Элано, 45'), 9. Алешандре Пато, 11. Неймар (19. Фред, 81'); · Гл. тренер: Мано Менезес · Парагвай: 1. Вильяр (к), 14. да Сильва, 2. Верон, 5. Алькарас, 17. Торрес, 16. Риверос (15. В. Касерес, 67'), 13. Вера, 21. Эстигаррибия (10. Мартинес, 78'), 20. Ортигоса, 19. Барриос (18. Вальдес, 56'), 9. Санта Крус; · Гл. тренер: Херардо Мартино · — Жадсон (Б) 32', Барриос (П) 45+1', Алешандре Пато (Б) 50', Лукас Лейва (Б) 58', В. Касерес (П) 85', Алвес (Б) 92' | |                                                                       |
| Бразилия | 2:2 (1:0) Протокол                                                                                                   | Парагвай                                                              |
| Жадсон 38′ · Фред 89′ | Голы | Санта Крус 54′ · Вальдес 66′                                          |

| 9 июля 2011, 18:30 UTC-3 | \| Венесуэла \| 1:0 (0:0) Протокол \| Эквадор \| \| С. Гонсалес 61′ \| Голы \| \| | Падре Эрнесто Мартеарена, Сальта Зрителей: 12000 Судья: Вальтер Кесада |
| Венесуэла: 1. Вега, 16. Росалес, 4. Вискаррондо, 20. Перосо, 6. Сичеро, 11. С. Гонсалес (19. Меса, 63'), 14. Лусена, 8. Ринкон, 18. Аранго (к), 9. Мальдонадо (5. Ди Джорджи, 80'), 7. Федор (23. Рондон, 73'); Гл. тренер: Сесар Фариас Эквадор: 1. Элисага, 13. Реаско, 19. Араухо, 3. Эрасо, 10. Айови (к), 14. Кастильо (15. Кирос, 75'), 6. Нобоа, 7. Арройо (17. Монтаньо, 71'), 8. Мендес, 11. Бенитес, 9. Кайседо; Гл. тренер: Рейнальдо Руэда |                                                                                   |                                                                        |
| Венесуэла | 1:0 (0:0) Протокол                                                                | Эквадор                                                                |
| С. Гонсалес 61′ | Голы                                                                              |                                                                        |

| 13 июля 2011, 19:15 UTC-3 | \| Парагвай \| 3:3 (1:1) Протокол \| Венесуэла \| \| Алькарас 32′ · Барриос 62′ · Риверос 85′ \| Голы \| Рондон 4′ · Федор 89′ · Перосо 92′ \| | Падре Эрнесто Мартеарена, Сальта Зрителей: 18000 Судья: Энрике Оссес |
| · Парагвай: 1. Вильяр (к), 5. Алькарас, 2. Верон, 14. да Сильва, 17. Торрес, 13. Вера (11. Сантана, 70'), 16. Риверос, 20. Ортигоса, 21. Эстигаррибия (15. В. Касерес, 84') , 9. Санта Крус (18. Вальдес, 39'), 19. Барриос; · Гл. тренер: Херардо Мартино · Венесуэла: 1. Вега, 16. Росалес, 4. Вискаррондо, 20. Перосо, 6. Сичеро, 10. Ороско (7. Федор, 66'), 8. Ринкон (к), 5. Ди Джорджи, 21. А. Гонсалес (9. Мальдонадо, 75'), 17. Арисменди (18. Аранго, 63'), 23. Рондон; · Гл. тренер: Сесар Фариас · — Вальдес (П) 74', Перосо (В) 74', Мальдонадо (В) 78', Сантана (П) 80' | |                                                                      |
| Парагвай | 3:3 (1:1) Протокол | Венесуэла                                                            |
| Алькарас 32′ · Барриос 62′ · Риверос 85′ | Голы | Рондон 4′ · Федор 89′ · Перосо 92′                                   |

| 13 июля 2011, 21:45 UTC-3 | \| Бразилия \| 4:2 (1:1) Протокол \| Эквадор \| \| Алешандре Пато 28′, 61′ · Неймар 48′, 71′ \| Голы \| Кайседо 36′, 58′ \| | Марио Альберто Кемпес, Кордова Зрителей: 39000 Судья: Роберто Сильвера |
| · Бразилия: 1. Жулио Сезар, 13. Майкон, 3. Лусио (к), 4. Тиагу Силва, 6. Андре Сантос, 5. Лукас Лейва, 8. Рамирес, 10. Гансо (17. Элиас, 76'), 7. Робиньо, 11. Неймар (18. Лукас, 79'), 9. Алешандре Пато (19. Фред, 84'); · Гл. тренер: Мано Менезес · Эквадор: 1. Элисага, 13. Реаско (21. Ачильер, 81'), 19. Араухо, 3. Эрасо, 10. Айови (к), 5. Минда, 6. Нобоа (17. Монтаньо, 89'), 7. Арройо, 8. Мендес (23. Мина, 76'), 11. Бенитес, 9. Кайседо; · Гл. тренер: Рейнальдо Руэда · — Нобоа (Э) 33', Андре Сантос (Б) 70' | |                                                                        |
| Бразилия | 4:2 (1:1) Протокол | Эквадор                                                                |
| Алешандре Пато 28′, 61′ · Неймар 48′, 71′ | Голы | Кайседо 36′, 58′                                                       |

#### Группа C
| М | Команда | И | В | Н | П | Мячи  | ±  | О |
| - | ------- | - | - | - | - | ----- | -- | - |
| 1 | Чили    | 3 | 2 | 1 | 0 | 4 − 2 | +2 | 7 |
| 2 | Уругвай | 3 | 1 | 2 | 0 | 3 − 2 | +1 | 5 |
| 3 | Перу    | 3 | 1 | 1 | 1 | 2 − 2 | 0  | 4 |
| 4 | Мексика | 3 | 0 | 0 | 3 | 1 − 4 | −3 | 0 |

И — игры, В — выигрыши, Н — ничьи, П — проигрыши, Мячи — забитые и пропущенные голы, ± — разница голов, О — очки

| 4 июля 2011, 19:15 UTC-3 | \| Уругвай \| 1:1 (1:1) Протокол \| Перу \| \| Суарес 45′ \| Голы \| Герреро 23′ \| | Бисентенарио, Сан-Хуан Зрителей: 25000 Судья: Вильмар Рольдан |
| · Уругвай: 1. Муслера, 16. М. Перейра, 2. Лугано (к), 5. Викторино, 22. Касерес, 15. Перес, 17. Аревало Риос, 14. Лодейро (7. Родригес, 78'), 10. Форлан, 9. Суарес, 21. Кавани (18. Эрнандес, 78'); · Гл. тренер: Оскар Табарес · Перу: 1. Фернандес, 13. Реворедо, 3. Акасьете, 2. Родригес, 4. Вильчес (к), 5. Бальбин, 10. Крусадо, 8. Гевара (11. Лобатон, 57'), 19. Йотун (6. Варгас, 59'), 16. Адвинкула (18. Чироке, 91'), 9. Герреро; · Гл. тренер: Серхио Маркарян · — Герреро (П) 24', Акасьете (П) 50', Касерес (У) 81', Крусадо (П) 81', Варгас (П) 83' |                                                                                     |                                                               |
| Уругвай | 1:1 (1:1) Протокол                                                                  | Перу                                                          |
| Суарес 45′ | Голы                                                                                | Герреро 23′                                                   |

| 4 июля 2011, 21:45 UTC-3 | \| Чили \| 2:1 (0:1) Протокол \| Мексика \| \| Паредес 67′ · Видаль 72′ \| Голы \| Араухо 41′ \| | Бисентенарио, Сан-Хуан Зрителей: 25000 Судья: Хуан Сото |
| · Чили: 1. Браво (к), 5. Контрерас, 3. Понсе, 18. Хара, 4. Исла, 17. Медель, 8. Видаль, 15. Босежур (22. Паредес, 60'), 14. Фернандес (6. Кармона, 85'), 7. Санчес, 9. Суасо (13. Эстрада, 91'); · Гл. тренер: Клаудио Борги · Мексика: 1. Мичель (к), 22. Агилар, 5. Чавес, 14. Араухо, 19. Рейносо, 21. Мьер, 23. Рейес, 15. Энрикес, 11. Акино (18. Перальта, 72'), 10. Сантос, 9. Маркес Луго (17. Пачеко, 87'); · Гл. тренер: Луис Фернандо Тена · — Акино (М) 22', Рейес (М) 26', Агилар (М) 67', Браво (Ч) 73', Пачеко (М) 91' |                                                                                                  |                                                         |
| Чили | 2:1 (0:1) Протокол                                                                               | Мексика                                                 |
| Паредес 67′ · Видаль 72′ | Голы                                                                                             | Араухо 41′                                              |

| 8 июля 2011, 19:15 UTC-3 | \| Уругвай \| 1:1 (0:0) Протокол \| Чили \| \| Перейра 53′ \| Голы \| Санчес 64′ \| | Мальвинас Архентинас, Мендоса Зрителей: 45000 Судья: Карлос Амарилья |
| · Уругвай: 1. Муслера, 16. М. Перейра, 2. Лугано (к), 4. Коатес, 22. Касерес, 15. Перес, 17. Аревало Риос (8. Эгурен, 85'), 11. А. Перейра (14. Лодейро, 79'), 21. Кавани (20. Гонсалес, 45'), 10. Форлан, 9. Суарес; · Гл. тренер: Оскар Табарес · Чили: 1. Браво (к), 5. Контрерас, 3. Понсе, 18. Хара (10. Вальдивия, 65'), 4. Исла, 17. Медель, 8. Видаль, 11. Хименес, 7. Санчес, 9. Суасо (22. Паредес, 73'), 15. Босежур (6. Кармона, 73'); · Гл. тренер: Клаудио Борги · — А. Перейра (У) 11', Контрерас (Ч) 23', Суарес (У) 37', Хара (Ч) 37', Касерес (У) 49', Санчес (Ч) 58', Видаль (Ч) 70', Гонсалес (У) 83', Коатес (У) 86' |                                                                                     |                                                                      |
| Уругвай | 1:1 (0:0) Протокол                                                                  | Чили                                                                 |
| Перейра 53′ | Голы                                                                                | Санчес 64′                                                           |

| 8 июля 2011, 21:45 UTC-3 | \| Перу \| 1:0 (0:0) Протокол \| Мексика \| \| Герреро 82′ \| Голы \| \| | Мальвинас Архентинас, Мендоса Зрителей: 10000 Судья: Серхио Пессотта |
| · Перу: 1. Фернандес, 17. Кармона, 3. Акасьете, 2. Родригес, 4. Вильчес (к), 5. Бальбин, 10. Крусадо (8. Гевара, 76'), 11. Лобатон (7. Бальон, 85'), 6. Варгас, 9. Герреро, 16. Адвинкула (19. Йотун, 45'); · Гл. тренер: Серхио Маркарян · Мексика: 1. Мичель (к), 22. Агилар (17. Пачеко, 45'), 14. Араухо, 19. Рейносо, 21. Мьер, 5. Чавес (16. Понсе, 73'), 11. Акино (18. Перальта, 85'), 23. Рейес, 15. Энрикес, 10. Сантос, 9. Маркес Луго; · Гл. тренер: Луис Фернандо Тена · — Мьер (М) 58', Рейносо (М) 71' |                                                                          |                                                                      |
| Перу | 1:0 (0:0) Протокол                                                       | Мексика                                                              |
| Герреро 82′ | Голы                                                                     |                                                                      |

| 12 июля 2011, 19:45 UTC-3 | \| Чили \| 1:0 (0:0) Протокол \| Перу \| \| Каррильо 92′ (авт.) \| Голы \| \| | Мальвинас Архентинас, Мендоса Зрителей: 45000 Судья: Салвиу Фагундес |
| · Чили: 12. Пинто, 3. Понсе, 18. Хара, 13. Эстрада, 16. Фьерро (7. Санчес, 57'), 6. Кармона, 2. Сильва (17. Медель, 77'), 15. Босежур, 11. Хименес, 9. Суасо (к), 22. Паредес (10. Вальдивия, 57'); · Гл. тренер: Клаудио Борги · Перу: 12. Либман, 15. Корсо, 21. Рамос, 3. Акасьете (к) (4. Вильчес, 45'), 17. Кармона, 13. Реворедо, 7. Бальон, 22. Гонсалес (20. Каррильо, 76'), 8. Гевара (11. Лобатон, 69'), 18. Чироке, 14. Руидиас; · Гл. тренер: Серхио Маркарян · — Корсо (П) 11', Реворедо (П) 21', Рамос (П) 60', Либман (П) 82', Эстрада (Ч) 87' · — Босежур (Ч) 61', Кармона (П) 61' |                                                                               |                                                                      |
| Чили | 1:0 (0:0) Протокол                                                            | Перу                                                                 |
| Каррильо 92′ (авт.) | Голы                                                                          |                                                                      |

| 12 июля 2011, 21:45 UTC-3 | \| Уругвай \| 1:0 (1:0) Протокол \| Мексика \| \| Перейра 14′ \| Голы \| \| | Сьюдад де Ла-Плата, Ла-Плата Зрителей: 30000 Судья: Рауль Ороско |
| · Уругвай: 1. Муслера, 16. М. Перейра, 2. Лугано (к), 4. Коатес, 11. А. Перейра, 20. Гонсалес (14. Лодейро, 68'), 15. Перес, 17. Аревало Риос, 7. Родригес (8. Эгурен, 83'), 10. Форлан (13. Абреу, 89'), 9. Суарес; · Гл. тренер: Оскар Табарес · Мексика: 1. Мичель (к), 22. Агилар (11. Акино, 45'), 21. Мьер, 19. Рейносо, 5. Чавес, 14. Араухо, 15. Энрикес, 23. Рейес, 16. Понсе (17. Пачеко, 70'), 10. Сантос (18. Перальта, 45'), 9. Маркес Луго; · Гл. тренер: Луис Фернандо Тена · — Агилар (М) 40', Мьер (М) 63', Маркес Луго (М) 80', Коатес (У) 91' |                                                                             |                                                                  |
| Уругвай | 1:0 (1:0) Протокол                                                          | Мексика                                                          |
| Перейра 14′ | Голы                                                                        |                                                                  |

### Команды, занявшие третьи места в группах
В конце группового этапа было проведено сравнение между командами, занявшими третье место в своих группах. Две лучшие команды вышли в четвертьфинал. Ими оказались сборная Перу и сборная Парагвая.
| М | Команда    | И | В | Н | П | Мячи  | ±  | О |
| - | ---------- | - | - | - | - | ----- | -- | - |
| C | Перу       | 3 | 1 | 1 | 1 | 2 − 2 | 0  | 4 |
| B | Парагвай   | 3 | 0 | 3 | 0 | 5 − 5 | 0  | 3 |
| A | Коста-Рика | 3 | 1 | 0 | 2 | 2 − 4 | −2 | 3 |

И — игры, В — выигрыши, Н — ничьи, П — проигрыши, Мячи — забитые и пропущенные голы, ± — разница голов, О — очки

### Плей-офф
Время начало матчей — местное (UTC-3)
|  | Четвертьфиналы     | Четвертьфиналы    |                        |           | Полуфиналы        | Полуфиналы        |  |  | Финал              | Финал |
|  |                    |                   |                        |           |                   |                   |  |  |                    |       |
|  | 16 июля — Кордова  |                   |                        |           |                   |                   |  |  |                    |       |
|  |                    |                   |                        |           |                   |                   |  |  |                    |       |
|  | Колумбия           | 0                 |                        |           |                   |                   |  |  |                    |       |
|  | Колумбия           | 0                 | 19 июля — Ла-Плата     |           |                   |                   |  |  |                    |       |
|  | Перу (в доп. вр.)  | 2                 |                        |           |                   |                   |  |  |                    |       |
|  | Перу (в доп. вр.)  | 2                 | Перу                   | 0         |                   |                   |  |  |                    |       |
|  | 16 июля — Санта-Фе |                   | Перу                   | 0         |                   |                   |  |  |                    |       |
|  |                    | Уругвай           | 2                      |           |                   |                   |  |  |                    |       |
|  | Аргентина          | Уругвай           | 2                      | 1 (4)     |                   |                   |  |  |                    |       |
|  | Аргентина          |                   | 24 июля — Буэнос-Айрес | 1 (4)     |                   |                   |  |  |                    |       |
|  | Уругвай (по пен.)  | 1 (5)             |                        |           |                   |                   |  |  |                    |       |
|  | Уругвай (по пен.)  | 1 (5)             | Уругвай                | 3         |                   |                   |  |  |                    |       |
|  | 17 июля — Ла-Плата |                   | Уругвай                | 3         |                   |                   |  |  |                    |       |
|  |                    | Парагвай          | 0                      |           |                   |                   |  |  |                    |       |
|  | Бразилия           | Парагвай          | 0                      | 0 (0)     |                   |                   |  |  |                    |       |
|  | Бразилия           | 20 июля — Мендоса |                        | 0 (0)     |                   |                   |  |  |                    |       |
|  | Парагвай (по пен.) | 0 (2)             |                        |           |                   |                   |  |  |                    |       |
|  | Парагвай (по пен.) | 0 (2)             | Парагвай (по пен.)     | 0 (5)     | Матч за 3-е место | Матч за 3-е место |  |  |                    |       |
|  | 17 июля — Сан-Хуан |                   | Парагвай (по пен.)     | 0 (5)     | Матч за 3-е место | Матч за 3-е место |  |  |                    |       |
|  |                    | Венесуэла         | 0 (3)                  |           |                   |                   |  |  |                    |       |
|  | Чили               | Венесуэла         | 0 (3)                  | 1         | Перу              | 4                 |  |  |                    |       |
|  | Чили               |                   |                        | 1         | Перу              | 4                 |  |  |                    |       |
|  | Венесуэла          | 2                 |                        | Венесуэла | 1                 |                   |  |  |                    |       |
|  | Венесуэла          | 2                 |                        |           | 1                 |                   |  |  |                    |       |
|  |                    |                   |                        |           |                   |                   |  |  | 23 июля — Ла-Плата |       |
|  |                    |                   |                        |           |                   |                   |  |  |                    |       |

#### 1/4 финала
| 16 июля 2011, 16:00 UTC-3 | \| Колумбия \| 0:2 (в д.в.) Протокол \| Перу \| \| \| Голы \| Лобатон 101′ · Варгас 111′ \| | Марио Альберто Кемпес, Кордова Зрителей: 40000 Судья: Франсиско Чакон |
| · Колумбия: 12. Э. Мартинес, 18. Суньига, 3. Йепес (к), 14. Переа, 7. Армеро, 6. Санчес (21. Дж. Мартинес, 112'), 17. Морено, 8. Агилар (19. Гутьеррес, 103'), 13. Гуарин, 20. Рамос (11. Родальега, 72'), 9. Фалькао; · Гл. тренер: Эрнан Гомес · Перу: 1. Фернандес, 13. Реворедо, 2. Родригес, 21. Рамос, 4. Вильчес (к), 5. Бальбин, 10. Крусадо (7. Бальон, 117'), 16. Адвинкула (11. Лобатон, 45'), 18. Чироке (19. Йотун, 95'), 6. Варгас, 9. Герреро; · Гл. тренер: Серхио Маркарян · — Адвинкула (П) 1', Родригес (П) 65', Санчес (К) 98' · Нереализованный пенальти: Фалькао (К) 65'(мимо) |                                                                                             |                                                                       |
| Колумбия | 0:2 (в д.в.) Протокол                                                                       | Перу                                                                  |
| | Голы                                                                                        | Лобатон 101′ · Варгас 111′                                            |

| 16 июля 2011, 19:15 UTC-3 | \| Аргентина \| 1:1 (4:5 пен.) Протокол \| Уругвай \| \| Игуаин 17′ \| Голы \| Перес 5′ \| | Стадион имени Эстанислао Лопеса, Санта-Фе Зрителей: 47000 Судья: Карлос Амарилья |
| · Аргентина: 23. Ромеро, 3. Сабалета, 4. Бурдиссо, 6. Г. Милито, 8. Санетти, 20. Гаго (15. Билья, 96'), 14. Маскерано (к), 16. Агуэро (11. Тевес, 83'), 10. Месси, 7. Ди Мария (18. Пасторе, 72'), 9. Игуаин; · Гл. тренер: Серхио Батиста · Уругвай: 1. Муслера, 16. М. Перейра, 2. Лугано (к), 5. Викторино (19. Скотти, 19'), 22. Касерес, 20. Гонсалес, 15. Перес, 17. Аревало Риос (8. Эгурен, 109'), 11. А. Перейра (6. Гаргано, 109'), 10. Форлан, 9. Суарес; · Гл. тренер: Оскар Табарес · — Перес (У) 2', Сабалета (А) 8', Касерес (У) 31', Гонсалес (У) 32', Маскерано (А) 50', Г. Милито (А) 70', Бурдиссо (А) 72', Гаго (А) 92', Тевес (А) 118' · — Перес (У) 38', Маскерано (А) 86' |                                                                                            |                                                                                  |
| Аргентина | 1:1 (4:5 пен.) Протокол                                                                    | Уругвай                                                                          |
| Игуаин 17′ | Голы                                                                                       | Перес 5′                                                                         |

|                                               |     | Пенальти                                       |
| Месси · Бурдиссо · Тевес · Пасторе · Игуаин · | 4:5 | Форлан · Суарес · Скотти · Гаргано · Касерес · |

| 17 июля 2011, 16:00 UTC-3 | \| Бразилия \| 0:0 (0:2 пен.) Протокол \| Парагвай \| | Сьюдад де Ла-Плата, Ла-Плата Зрителей: 50000 Судья: Серхио Пессотта |
| · Бразилия: 1. Жулио Сезар, 13. Майкон, 3. Лусио (к), 4. Тиагу Силва, 6. Андре Сантос, 5. Лукас Лейва, 8. Рамирес, 7. Робиньо, 10. Гансо (18. Лукас Силва 99'), 9. Алешандре Пато (16. Элано, 110'), 11. Неймар (19. Фред, 79'); · Гл. тренер: Мано Менезес · Парагвай: 1. Вильяр (к), 5. Алькарас, 2. Верон, 14. да Сильва, 17. Торрес (4. Марекос, 70'), 13. Вера (8. Э. Баррето 62'), 16. Риверос, 15. В. Касерес, 21. Эстигаррибия, 18. Вальдес, 19. Барриос (23. Перес, 82'); · Гл. тренер: Херардо Мартино · — Вера (П) 21', Андре Сантос (Б) 56', Майкон (Б) 59', Баррето (П) 64', Марекос (П) 71', Эстигаррибия (П) 110' · — Лукас Лейва (Б) 102', Алькарас (П) 102' |                                                       |                                                                     |
| Бразилия | 0:0 (0:2 пен.) Протокол                               | Парагвай                                                            |

|                                             |     | Пенальти                           |  |  |
| Элано · Тиагу Силва · Андре Сантос · Фред · | 0:2 | Баррето · Эстигаррибия · Риверос · |  |  |

| 17 июля 2011, 19:15 UTC-3 | \| Чили \| 1:2 (0:1) Протокол \| Венесуэла \| \| Суасо 69′ \| Голы \| Вискаррондо 34′ · Сичеро 80′ \| | Бисентенарио, Сан-Хуан Зрителей: 20000 Судья: Карлос Вера |
| · Чили: 1. Браво (к), 5. Контрерас, 3. Понсе, 18. Хара (22. Паредес, 60'), 4. Исла, 17. Медель, 6. Кармона (10. Вальдивия, 45'), 8. Видаль, 11. Хименес (19. Муньос, 83'), 7. Санчес, 9. Суасо; · Гл. тренер: Клаудио Борги · Венесуэла: 1. Вега, 16. Росалес, 20. Перосо, 4. Вискаррондо, 6. Сичеро, 11. С. Гонсалес (15. Морено, 89'), 14. Лусена, 8. Ринкон, 18. Аранго (к), 9. Мальдонадо (13. Сейхас, 63'), 7. Федор (23. Рондон, 59'); · Гл. тренер: Сесар Фариас · — Исла (Ч) 26', С. Гонсалес (В) 36', Медель (Ч) 40', Контрерас (Ч) 45+1', Видаль (Ч) 79' · — Медель (Ч) 82'; — Ринкон (В) 94' | |                                                           |
| Чили | 1:2 (0:1) Протокол                                                                                    | Венесуэла                                                 |
| Суасо 69′ | Голы                                                                                                  | Вискаррондо 34′ · Сичеро 80′                              |

#### 1/2 финала
| 19 июля 2011, 21:45 UTC-3 | \| Перу \| 0:2 (0:0) Протокол \| Уругвай \| \| \| Голы \| Суарес 52′, 57′ \| | Сьюдад де Ла-Плата, Ла-Плата Зрителей: 52000 Судья: Рауль Ороско |
| · Перу: 1. Фернандес, 17. Кармона, 3. Акасьете, 2. Родригес, 4. Вильчес (к), 16. Адвинкула (11. Лобатон, 60'), 19. Йотун (18. Чироке, 53'), 5. Бальбин (7. Бальон, 90'), 10. Крусадо, 6. Варгас, 9. Герреро; · Гл. тренер: Серхио Маркарян · Уругвай: 1. Муслера, 16. М. Перейра, 2. Лугано (к), 4. Коатес, 22. Касерес, 20. Гонсалес, 5. Гаргано (8. Эгурен, 70'), 17. Аревало Риос, 11. А. Перейра, 10. Форлан, 9. Суарес (18. Эрнандес, 70'); · Гл. тренер: Оскар Табарес · — Йотун (П) 1', Суарес (У) 12', Гаргано (У) 26', Бальбин (П) 59', Лугано (У) 66', Лобатон (П) 74' · — Варгас (П) 68' |                                                                              |                                                                  |
| Перу | 0:2 (0:0) Протокол                                                           | Уругвай                                                          |
| | Голы                                                                         | Суарес 52′, 57′                                                  |

| 20 июля 2011, 21:45 UTC-3 | \| Парагвай \| 0:0 (5:3 пен.) Протокол \| Венесуэла \| | Мальвинас Архентинас, Мендоса Зрителей: 15000 Судья: Франсиско Чакон |
| · Парагвай: 1. Вильяр (к), 6. М. Касерес, 14. да Сильва, 2. Верон, 3. Пирис, 8. Э. Баррето (21. Эстигаррибия, 70'), 20. Ортигоса, 16. Риверос, 11. Сантана, 18. Вальдес (9. Санта Крус, 73'; 10. Мартинес, 80'), 19. Барриос; · Гл. тренер: Херардо Мартино · Венесуэла: 1. Вега, 16. Росалес, 20. Перосо (3. Рей, 45'), 4. Вискаррондо, 6. Сичеро, 14. Лусена, 5. Ди Джорджи, 11. С. Гонсалес (9. Мальдонадо, 84'), 18. Аранго (к), 15. Морено (7. Федор, 72'), 23. Рондон; · Гл. тренер: Сесар Фариас · — Росалес (В) 55', Сантана (П) 78', Верон (П) 107' · — Сантана (П) 102' |                                                        |                                                                      |
| Парагвай | 0:0 (5:3 пен.) Протокол                                | Венесуэла                                                            |

|                                                 |     | Пенальти                          |
| Ортигоса · Барриос · Риверос · Мартинес · Верон | 5:3 | Мальдонадо · Рей · Лусена · Федор |

#### Матч за 3-е место
| 23 июля 2011, 16:00 UTC-3 | \| Перу \| 4:1 (1:0) Протокол \| Венесуэла \| \| Чироке 41′ · Герреро 63′, 89′, 92′ \| Голы \| Аранго 77′ \| | Сьюдад де Ла-Плата, Ла-Плата Зрителей: 20000 Судья: Вильмар Рольдан |
| · Перу: 1. Фернандес, 13. Реворедо, 21. Рамос, 2. Родригес, 15. Корсо, 5. Бальбин, 11. Лобатон (8. Гевара, 60'), 19. Йотун, 10. Крусадо (16. Адвинкула, 78'), 18. Чироке, 9. Герреро (к); · Гл. тренер: Серхио Маркарян · Венесуэла: 1. Вега, 16. Росалес, 3. Рей, 4. Вискаррондо, 6. Сичеро, 13. Сейхас (14. Лусена, 45'), 8. Ринкон (к), 11. С. Гонсалес (18. Аранго, 67'), 10. Ороско, 9. Мальдонадо, 7. Федор (23. Рондон, 61'); · Гл. тренер: Сесар Фариас · — Крусадо (П) 37', Рей (В) 49', Бальбин (П) 66', Сичеро (В) 84', Мальдонадо (В) 86' · — Ринкон (В) 58' | |                                                                     |
| Перу | 4:1 (1:0) Протокол                                                                                           | Венесуэла                                                           |
| Чироке 41′ · Герреро 63′, 89′, 92′ | Голы | Аранго 77′                                                          |

#### Финал
| 24 июля 2011, 16:00 UTC-3    | \| Уругвай \| 3:0 (2:0) Протокол \| Парагвай \| \| Суарес 11′ · Форлан 41′, 89′ \| Голы \| \| | Монументаль, Буэнос-Айрес Зрителей: 57921 Судья: Салвиу Фагундес |
| Уругвай                      | 3:0 (2:0) Протокол                                                                            | Парагвай                                                         |
| Суарес 11′ · Форлан 41′, 89′ | Голы                                                                                          |                                                                  |

## Чемпион
| Кубок Америки по футболу 2011 |
| Уругвай 15 титул              |

## Бомбардиры
5 голов
- Хосе Герреро

4 гола
- Луис Суарес

3 гола
- Серхио Агуэро

2 гола
| - Радамель Фалькао - Алешандре Пато | - Фелипе Кайседо - Неймар | - Диего Форлан - Альваро Перейра |

1 гол
| - Нестор Араухо - Гонсало Игуаин - Грендди Перосо - Кристиан Риверос - Артуро Видаль - Освальдо Вискаррондо - Антолин Алькарас - Хуан Аранго - Лукас Барриос - Хоэль Кэмпбелл | - Фред - Вильям Чироке - Габриэль Сичеро - Анхель Ди Мария - Николас Федор - Сесар Эдуардо Гонсалес - Карлос Лобатон - Хосуэ Мартинес - Эстебан Паредес - Диего Перес | - Адриан Рамос - Жадсон - Эдивальдо Рохас Эрмоса - Хосе Саломон Рондон - Алексис Санчес - Роке Санта Крус - Умберто Суасо - Нельсон Вальдес - Хуан Мануэль Варгас |

Автогол:
- Андре Каррильо (за Чили)

## Лучшие игроки матчей
После каждого матча выбирается игрок, проявивший себя лучше остальных в этом поединке. Лучший игрок определяется путём голосования на официальном сайте турнира, где пользователи могут голосовать за любого игрока. Официально приз называется «Игрок матча LG».
| Групповой этап — Тур 1 | Групповой этап — Тур 1 | Групповой этап — Тур 2 | Групповой этап — Тур 2 | Групповой этап — Тур 3  | Групповой этап — Тур 3 | Плей-офф             | Плей-офф |
| Игрок                  | Матч                   | Игрок                  | Матч                   | Игрок                   | Матч                   | Игрок                | Матч     |
| ---------------------- | ---------------------- | ---------------------- | ---------------------- | ----------------------- | ---------------------- | -------------------- | -------- |
| Лионель Месси          | 1:1                    | Серхио Ромеро          | 0:0                    | Радамель Фалькао Гарсия | 2:0                    | Хуан Мануэль Варгас  | 0:2      |
| Адриан Рамос           | 1:0                    | Хоэль Кэмпбелл         | 0:2                    | Лионель Месси           | 3:0                    | Фернандо Муслера     | 1:1      |
| Неймар                 | 0:0                    | Роке Санта Крус        | 2:2                    | Лукас Барриос           | 3:3                    | Хусто Вильяр         | 0:0      |
| Марсело Элисага        | 0:0                    | Сесар Эдуардо Гонсалес | 1:0                    | Алешандре Пато          | 4:2                    | Освальдо Вискаррондо | 1:2      |
| Хосе Паоло Герреро     | 1:1                    | Алексис Санчес         | 1:1                    | Вильям Чироке           | 1:0                    | Луис Альберто Суарес | 0:2      |
| Алексис Санчес         | 2:1                    | Хуан Мануэль Варгас    | 1:0                    | Диего Форлан            | 1:0                    | Хуан Аранго          | 0:0      |
|                        |                        |                        |                        |                         |                        | Хосе Паоло Герреро   | 4:1      |
|                        |                        |                        |                        |                         |                        | Луис Альберто Суарес | 3:0      |

## Награды
Футбольная ассоциация Уругвая, чья сборная стала триумфатором чемпионата, получила кубок Америки и его уменьшенную копию, ассоциации футбола Парагвая вручили кубок Боливии и его уменьшенный дубликат. Команде-победителю сборной Уругвая, вручили 30 золотых медалей, сборной Парагвая — 30 серебряных медалей. Командам, занявшим 3-е и 4-е место, вручили 30 бронзовых и 30 медных медалей, соответственно. А также все ассоциации, чьи сборные приняли участие в Кубке Америки 2011 получили дипломы, удостоверяющие их
участие в турнире. Владение кубком Америки и кубком Боливии носит временный характер, поскольку они должны быть возвращены конфедерации южноамериканского футбола перед жеребьевкой следующего Кубка Америки.
Лучшим игроком финала и всего турнира был признан уругваец Луис Альберто Суарес, он сыграл во всех 6 матчах и забил 4 гола, один из них в финале.
Лучшим молодым игроком Кубка Америки стал уругваец Себастьян Коатес, выступающий на позиции защитника; он сыграл на турнире 4 матча, в том числе и в финале. Его сборная пропустила всего лишь 3 мяча в свои ворота, став третьей по этому показателю, пропустив вперёд только сборные Колумбии и Аргентины, но они сыграли лишь 4 матча.
Звания лучшего вратаря турнира удостоился парагваец Хусто Вильяр, выручивший Парагвай в двух сериях пенальти, также он был признан лучшим игроком четвертьфинального матча против сборной Бразилии.
Лучшим бомбардиром Кубка Америки 2011 года стал Хосе Паоло Герреро, забивший 5 мячей. Герреро — третий перуанец, ставший лучшим бомбардиром этого турнира. Хосе повторил достижение Теодоро Фернандеса и Эдуардо Маласкеса, отличившихся семью и тремя голами в 1939 году и 1983 году, соответственно.
Сборной Уругвая также вручили приз «Fair Play». Претендовать на эту награду могли только полуфиналисты турнира; сборные Парагвая и Венесуэлы были исключены из борьбы за приз по причине драки между игроками и тренерским штабом обеих команд после полуфинального матча, a сборная Перу получила две красные карточки в раунде плей-офф, в то время как сборная Уругвая — одну. Трофей получил капитан «Селесте» Диего Лугано, его партнёр по команде Себастьян Абреу пошутил по этому поводу: «Дать приз „Fair Play“ Лугано все равно, что присвоить Нобелевскую премию мира бен Ладену… колено Герреро всё ещё болит после единоборств с Диего».

## Символы

### Талисман
Официальный талисман турнира — нанду Танголеро. Имя Танголеро сложилось из двух слов: танго, старинного аргентинского народного танца, и golero, что с испанского переводится как «вратарь», слово относящееся к футболу. Причиной выбора именно этого животного является то, что он обитает только в Южной Америке.
За несколько месяцев до начала Кубка Америки была объявлено, что имя талисмана будет Сури — название птицы нанду на языке кечуа, но после название было изменено на нынешнее.

### Песня
Официальной песней турнира является «Creo en América» в исполнении аргентинского певца Диего Торреса. Торрес исполнил её на церемонии открытия чемпионата. Тематической песней стала «Ready 2 Go» Мартина Сольвейга.